# François Pareja
 (mars 2023).
François Pareja, (en espagnol : Francisco Pareja), né à Auñón dans la province espagnole de Tolède et décédé à Mexico, Mexique le 25 juin 1628) est un missionnaire franciscain espagnol et linguiste du XVIIe siècle envoyé au Nouvelle-Espagne. Il est une des principales figures des missions franciscaines de Floride.

## Biographie
Entré chez les Franciscains en Espagne il est envoyé en Nouvelle-Espagne (Amérique) et avec onze autres franciscains est chargé en 1595 de fonder une mission en Floride. Les peuples indigènes de Floride sont hostiles aux missionnaires. C'est d'ailleurs la troisième fois en moins d'un siècle que les Franciscains tentent de s'y établir. François Pareja s'installe sur la côte est de la péninsule, à San Juan del Puerto. Il suit la méthode missionnaire franciscaine traditionnelle, la doctrina une méthode schématisée en 1587. La stratégie missionnaire consiste en la fondation d'un couvent dans un lieu central depuis lequel les missionnaires sortent pour desservir églises ou postes avancés dans les villages aux alentours. L'ensemble est appelé une custodie et le custode en est le supérieur. Dans la mission San Juan del Puerto il n'y reste que quelques mois mais semble néanmoins avoir enregistré quelques succès dans la conversion des indigènes Saturiwa.
François Pareja est ensuite envoyé plus au nord. Il rejoint la Mission San Pedro de Mocama sur l'île de Cumberland (Géorgie actuelle). Il est le témoin de la révolte des Guale en 1597. Il retourne ensuite à Saint-Augustin. Il est nommé gardien du monastère de l'Immaculée Conception. De 1609 à 1612 il exerce la charge de supérieur (Custode) de l'ensemble des franciscains en mission en Floride. Lorsque la province franciscaine de Floride est finalement érigée en 1616, il en devient le premier provincial. Son mandat terminé il retourne à Mexico où il meurt en 1628.

## Le linguiste
Aujourd'hui encore François Pareja est connu et honoré pour le linguiste qu'il était. C'est lui qui mit par écrit la langue amérindienne Timucua. En 1612, il publie un catéchisme bilingue espagnol-timucua. Et de 1612 à 1627, il publia huit autres ouvrages en espagnol et en timucua, six de ses œuvres nous sont parvenus et constituent une riche source d'informations précieuses pour linguistes et ethnologues.

## écrits
Liste de ses ouvrages par date de publication:  
- Catecismo En lengua Castellana y Timuquana (Mexico, 1612)
- Catecismo y Breve Exposición de la Doctrina Cristiana (Mexico, 1612)
- Confessionario En lengua Castellana y Timuquana Con algunos consejos para animar al penitente (Mexico, 1613)
- Gramatica de la lengua Timuquana de Florida (Mexico, 1614)
- Catecismo de la Doctrina Cristiana En lengua Timuquana (Mexico, 1627)
- Catecismo y Examen para los que Comulgan, En lengua Castellana y Timuquana (Mexico, 1627)
- Catechismo en lengua Timuquana y castellana: En que se trata el modo de oyr Missa, y sus ceremonias (Mexico, 1628)